# オッフェンバッハ郡
オッフェンバッハ郡 (ドイツ語: Landkreis Offenbach) は、ドイツ連邦共和国ヘッセン州ダルムシュタット行政管区に属す郡である。ライン＝マイン地域の中央に位置し、フランクフルト・アム・マインを中核都市とする大都市密集地域フランクフルト都市圏の一部をなす。郡庁所在地は2002年以降はディーツェンバッハであるが、それ以前はオッフェンバッハ・アム・マインであった。

## 地理
オッフェンバッハ郡はマイン川の谷の下流域に位置し、マイン川が郡の北辺を形成している。郡域内には松林や、砂利採石場に由来する湖が数多くある。オッフェンバッハ郡の小川は、マイン川の支流であるローダウ川やビーバー川の水系に属す。
オッフェンバッハ郡は、マイン＝キンツィヒ郡、アシャッフェンブルク郡（バイエルン州）、ダルムシュタット＝ディーブルク郡、グロース＝ゲーラウ郡およびフランクフルト・アム・マイン、オッフェンバッハ・アム・マイン、ダルムシュタットと境を接している。

## 歴史

### 郡の前史
郡の西部は主にイーゼンブルク伯領、東部は主にマインツ選帝侯領に属した。マインツ領は、それ以前はエップシュタイン家やハーゲン＝ミュンツェンベルク家に属していた。さらにそれ以前は、ランゲン付近を除く全域がフランク人のマインガウに属していた。現在の郡域にあたる地域の、神聖ローマ帝国時代の他の領主としては以下のものがある: ランゲン、エーゲルスバッハおよびディーツェンバッハはヘッセン＝ダルムシュタット方伯、ドゥーデンホーフェンはハーナウ伯の継承者であるヘッセン＝カッセル方伯、ホイゼンシュタム、オーベルツハウゼン、ハウゼンおよびグラーヴェンブルーフがシェーンボルン伯、ヴィルトホーフとその周辺の森はドイツ騎士団、メッセンハウゼンはフランケンシュタイン家に属した。
1803年のマインツ大司教領の世俗化以後、この領域はヘッセン大公国に引き継がれたが、こうした旧領邦がアムトとして残された。1820年12月17日のヘッセン大公国憲法の公布後、1821年7月14日に大規模な行政改革が行われた。これにより、伝統的なアムトに替わってラントラーツベツィルクが設けられた。後にオッフェンバッハ郡となる地域はシュタルケンブルク州の以下の郡に分かれていた。
- ラントラーツベツィルク・ランゲン: ギンスハイム、ナウハイムおよびツェント・アルハイリゲンを除く旧アムト・ケルスターバッハ。旧アムト・ディーブルクのオーバー＝ローデンおよびニーダー＝ローデン。旧アムト・シャーフハイムのディーツェンバッハ。
- ラントラーツベツィルク・オッフェンバッハ: 旧イーゼンブルク伯領のビュルゲル、ドライアイヒェンハイン、ゲッツェンハイン、ミュンスター、ノイ＝イーゼンブルク、オッフェンタール、フィリップスアイヒ、シュプレンドリンゲン、ウルベーラハ、グラーヴェンブルーフ、ゲーシュピッツ、ノイホーフ、ヴィルトホーフおよびオッフェンバッハの森とドライアイヒの森。これによりラントラーツベツィルク・オッフェンバッハは1828年までラントラーツベツィルク・ランゲンを2つの地区に分離していた。
- ラントラーツベツィルク・ゼーリゲンシュタット: 世俗化されたマインツ選帝侯領のマイン川左岸領域の他、1736年までハーナウ領でその後ヘッセン＝ダルムシュタット方伯領とヘッセン＝カッセル方伯領とに分割されていたアムト・バーベンハウゼンの大部分が含まれた。ゼーリゲンシュタットの本来の背後地であるマイン川右岸の教団領は、1803年にアシャッフェンブルク侯領およびフランクフルト大公領となり、1814年にバイエルン王国領となった。

### オッフェンバッハ郡の形成
1832年8月20日にラントラーツベツィルク・オッフェンバッハ、ラントラーツベツィルク・ジーゲンシュタットおよびラントラーツベツィルク・ランゲンの一部から、オッフェンバッハを郡庁所在地とするオッフェンバッハ群が形成された。ラントラーツベツィルク・ランゲンは以下の通り分割された: すなわち、ディーツェンバッハ、ニーダー＝ローデン、オーバー＝ローデン、エッパーツハウゼンおよびメッセンハウゼンはオッフェンバッハ郡に、西部はラントラーツベツィルク・ドルンベルクとともにグロース＝ゲーラウ郡に編入された。

#### 地域の変遷

##### 大公国
1848年7月31日にオッフェンバッハ郡の市町村はダルムシュタット県に統合され、いくつかの自治体はディーブルク県に分離された。しかしこの行政改革はわずか 4年存続しただけで、1852年4月28日には再び廃止され、オッフェンバッハ郡という同じ名前の郡が新たに創設された。これは旧オッフェンバッハ郡とは、その郡域がわずかに異なっていた。ランゲンとエーゲルスバッハがグロース＝ゲーラウ郡から編有され、バーベンハウゼン、メッセンハウゼン、ニーダー＝ローデン、オーバー＝ローデン、ウルベーラハがディーブルク郡に移管された。1866年の普墺戦争後、大公国は一連の支配地域を失い、プロイセン王国に併合されたが、ヘッセン選帝侯からの戦利品である土地とあまりに離れたこの地域はそのまま残された。1867年にはルンペンハイムもオッファンバッハ郡に編入された。
1874年にヘッセン大公国で行われたプロイセンを手本とした郡構造の改革で、新たな郡分けがなされた。これによりシュタルケンブルク県に設けられた 7つの郡（ベンスハイム郡、ダルムシュタット郡、ディーブルク郡、エアバッハ郡、グロース＝ゲーラウ郡、ヘッペンハイム郡、オッフェンバッハ郡）は、ヘッセン人民州の時代以降も 60年以上存続した。1874年から1947年まで、ヴィルベル郡の解体後、遠く離れたシュタインバッハ・イム・タウヌスも、飛び地としてオッフェンバッハ郡に属していた。1947年以後シュタインバッハはオーバータウヌス郡に属した。

##### 共和国
第一次世界大戦後のフランス占領時代（1923年 - 1926年）には、シュタインバッハはヘヒスト郡に、ブーフシュラーク、エーゲルスバッハおよびランゲンはグロース＝ゲーラウ郡に編入された。
1936年に県議会や郡議会が廃止された後、1937年にヘッセンの 3つの県、すなわちシュタルケンブルク県、オーバーヘッセン県、ラインヘッセン県が廃止された。1938年4月1日、ビーバーがオッフェンバッハに合併し、1938年11月1日にはヘッセンで大がかりな地域再編がなされた。この地域再編により、オッフェンバッハ・アム・マイン（以下、「オッフェンバッハ市」と記述）が、すでに1908年に合併していたビュルゲルとともにオッフェンバッハ郡から分離され、郡独立市となった。しかし、本郡の郡庁所在地は、2002年までオッフェンバッハ市のままであった。また同じく1938年にはミッテルディックからツェッペリンハイムが分離された。さらに1942年にルンペンハイムがオッフェンバッハ郡から分離され、オッフェンバッハ市に合併した。その後は、第二次世界大戦の戦中、戦後を通じてこの郡の構成は維持された。
1970年代のヘッセン州の地域再編で郡域は変更された。シュタインハイム・アム・マインとクライン＝アウハイムが独立した自治体ではなくなり、オッフェンバッハ郡から分離されてハーナウ市に編入された。1977年にはニーダー＝ローデン、オーバー＝ローデン、ウルベーラハがディーブルク郡からオッフェンバッハ郡に編入された。同じく1977年にドライアイヒェンハイン、シュプレンドリンゲン、フローシュハウゼンが、一部は数世紀に及ぶ独立を放棄し、近隣の自治体と合併した。
2002年6月21日からディーツェンバッハが郡庁所在地となり、これにより郡名の由来となった大都市であるオッフェンバッハ市では郡庁舎とともに他の機関、たとえば職業学校などが廃止された。この事から、郡名の変更が繰り返し議論されている。新しい郡名の候補としては、ウンターマイン郡やマインガウ郡などが挙げられている。

### 歴史資料
オッフェンバッハ郡の歴史資料は、ヘッセン州立文書館ダルムシュタットに収蔵されている（1945年までの閲覧可能な資料は整理番号 G15 オッフェンバッハ、1945年以降の資料は整理番号 H2 オッフェンバッハ）。第二次世界大戦によって郡内の多くの史料が失われてしまい、最も古い史料は1824年のものである。これらの史料は、商業、建築、人口推移から、教会活動、健康、農業まで住民の生活を映し出すものである。戦争被害に対する賠償に関する資料や政治・民族・宗教上の問題に関する福祉事務所の資料も含まれている。

## 行政

### 郡議会
2021年3月14日に実施された郡議会議員選挙の結果は、以下の通りである。
| 政党                                                   | 得票率 (%) | 議席数 |
| ------------------------------------------------------ | ---------- | ------ |
| CDU                                                    | 31.7       | 28     |
| Grüne                                                  | 22.0       | 19     |
| SPD                                                    | 18.6       | 16     |
| FDP                                                    | 8.6        | 8      |
| AfD                                                    | 6.9        | 6      |
| Freie Wähler                                           | 4.6        | 4      |
| Die Linke                                              | 3.8        | 3      |
| Freie Liste – Nichtparteigebundene Einwohner-Vertreter | 2.2        | 2      |
| PARTEI                                                 | 1.2        | 1      |
| Piraten                                                | 0.4        | 0      |
| 計                                                     | 100.0      | 87     |
| 投票率                                                 | 49.0       | 49.0   |

### 姉妹自治体
- 聊城市（中華人民共和国、山東省）
- Kirjat Ono（イスラエル、テルアビブ地区）
- ラドムシュツァンスキ郡（ポーランド、ウッチ県）
- ウシャク（トルコ、ウシャク県）
- ウォキショー郡（アメリカ合衆国、ウィスコンシン州）

## 経済と社会資本
オッフェンバッハ郡は、ライン＝マイン経済圏の一部をなす。

### 交通

#### 交通の歴史
郡域は、19世紀にまずは新しい街道で、次いで鉄道で結ばれた。
- 街道
  - （アシャッフェンブルク） - ゼーリゲンシュタット - ビーバー - オッフェンバッハ・アム・マイン
  - ダルムシュタット - ランゲン - シュプレンドリンゲン - ノイ＝イーゼンブルク - （フランクフルト・アム・マイン）
  - シュプレンドリンゲン - オッフェンバッハ・アム・マイン
- 鉄道
  - マイン＝ネッカー鉄道（1846年）
  - フランクフルト＝オッフェンバッハ鉄道（1848年）
  - 鉄道ダルムシュタット - アシャッフェンブルク線（1858年）
  - オーデンヴァルト鉄道（1870年/1882年）
  - フランクフルト＝ベーブラ鉄道（1875年）
  - ロートガウ鉄道（1896年）
  - 鉄道オッフェンバッハ - ビーバー - ディーツェンバッハ線（1898年）
  - ドライアイヒ鉄道（1905年）

#### 現在の交通
ヨーロッパで最も利用者が多い空港の一つであるフランクフルト空港の一部がオッフェンバッハ郡の郡域内に位置する。また、ドイツ最大の小型飛行機用飛行場のフランクフルト＝エーゲルスバッハ飛行場も郡内にある。
旅客公共交通では、クライス＝フェアケールス＝ゲゼルシャフト・オッフェンバッハ (KVG) が地元の近郊交通会社として機能しており、ライン＝マイン交通連盟に加盟している。
上記の鉄道路線が郡内を通っている。ライン＝マインSバーンは、オッフェンバッハ東からホイゼンシュタムを経由してディーツェンバッハに至る S2号線と、ロートガウを経由してレーダーマルクに至る S1号線の 2路線が郡内を通っている。ディーブルクから郡内に入ると、レーダーマルクから 1時間ごと、あるいは 30分ごとにドライアイヒ＝ブーフシュラークへの列車があり、ここで Sバーンの S3号線および S4号線に接続する。1日に 3往復はフランクフルト中央駅に直通する。
郡内を連邦アウトバーン A3号線（フランクフルト - ヴュルツブルク）とA661号線（エーゲルスバッハ - オーバーウルゼル (タウヌス)）、さらには B45号線、B448号線、B459号線、B486号線など多くの連邦道が通っている。

## 市町村
| 市 1. ディーツェンバッハ (Dietzenbach 35,268)、郡庁所在地 2. ドライアイヒ (Dreieich 42,389) 3. ホイゼンシュタム (Heusenstamm 19,426) 4. ランゲン (ヘッセン) (Langen (Hessen) 40,009) 5. ミュールハイム・アム・マイン (Mühlheim am Main 29,452) 6. ノイ＝イーゼンブルク (Neu-Isenburg 39,420) 7. オーベルツハウゼン (Obertshausen 25,531) 8. レーダーマルク (Rödermark 28,835) 9. ロートガウ (Rodgau 46,683) 10. ゼーリゲンシュタット (Seligenstadt 21,752) 町村 1. エーゲルスバッハ (Egelsbach 11,500) 2. ハインブルク (Hainburg 14,444) 3. マインハウゼン (Mainhausen 9,748) |

人口は、2023年12月31日現在の数値である。

## 引用
1. 1 2  Hessisches Statistisches Landesamt: Bevölkerung in Hessen am 31.12.2023 (Landkreise, kreisfreie Städte und Gemeinden, Einwohnerzahlen auf Grundlage des Zensus 2011)]
2. ↑  Hessisches Archiv-Dokumentations- und Informations-System G15 Offenbach（2012年12月26日 閲覧）
3. ↑  Hessisches Archiv-Dokumentations- und Informations-System H2 Offenbach（2012年12月26日 閲覧）
4. ↑  “Endgültiges Ergebnis Der Kreiswahl am 14. März 2021 - Landkreis Offenbach”. 2021年8月11日閲覧。